# Двориште
Двориште је назив за отворену површину која је везана за одређену грађевину — кућу и зграду. Најчешће је омеђена зидовима, другим грађевинама или оградом, али није нужно. Користи се и назива „окућница”, али је он више везан за сеоска имања и пољопривредну делатност. Најстарија позната дворишта грађена су у Кини и Ирану пре око 5.000 година. У историјском распону његова намена је била различита - дружење, шетање, кување, чување животиња и др.